# Державна екологічна інспекція України
Державна екологічна інспекція України (Держекоінспекція України) — центральний орган виконавчої влади, діяльність якого спрямовується і координується Кабінетом Міністрів України через Міністра захисту довкілля та природних ресурсів України.

## Сфера діяльності
Держекоінспекція забезпечує реалізацію державної політики із здійснення державного нагляду (контролю) у сфері охорони навколишнього природного середовища, раціонального використання, відтворення і охорони природних ресурсів, зокрема, щодо:
- охорони земель, надр;
- екологічної та радіаційної безпеки;
- охорони і використання територій та об'єктів природно-заповідного фонду;
- охорони, захисту, використання і відтворення лісів;
- збереження, відтворення і невиснажливого використання біологічного та ландшафтного різноманіття;
- раціонального використання, відтворення і охорони об'єктів тваринного та рослинного світу;
- ведення мисливського господарства та здійснення полювання;
- охорони, раціонального використання та відтворення вод і відтворення водних ресурсів;
- охорони атмосферного повітря;
- формування, збереження і використання екологічної мережі;
- стану навколишнього природного середовища;
- поводження з відходами, небезпечними хімічними речовинами, пестицидами та агрохімікатами;
- здійснення заходів біологічної і генетичної безпеки стосовно біологічних об'єктів природного середовища під час створення, дослідження та практичного використання генетично модифікованих організмів у відкритій системі.

## Керівництво
- З 25 березня 2014 року — голова Казимир Михайло Миколайович.
- З 27 травня 2016 року — голова Заїка Андрій Миколайович.
- З 18 січня 2017 року — голова Яковлєв Ігор Олегович.
- З 19 серпня 2019 — т. в. о. голови Сергієнко Юрій Вікторович.
- З 12 жовтня 2019 року — т. в. о. голови Канцурак Віктор Васильович.[4]
- З 20 листопада 2019 року — т. в. о. голови Фірсов Єгор Павлович.[5]
- З 20 травня 2020 року — голова Мальований Андрій Миколайович.[6]
- З 2 грудня 2021 року — т. в. о. голови Зубович Ігор Олегович.[7]

## Діяльність під час війни з Росією
- 1 березня 2022 року при Державній екологічній інспекції України створено Оперативний штаб, для фіксації, упорядкування інформації та формування єдиного реєстру збитків заподіяних довкіллю внаслідок вторгнення Російської Федерації на територію України.[8]
- 13 березня 2022 року створено чатбот для оперативної фіксації екозлочинів, спричинених російськими окупантами «ЕкоШкода».[9]
- 15 березня 2022 року створено сайт Оперативного штабу з фіксації екозлочинів.[10]